# Песня-82
«Песня-82» — двенадцатый советский телевизионный фестиваль эстрадной песни из серии «Песня года». Финальный концерт проводился в Останкино, транслировался по телевидению 1 января 1983 года.
Производство: Главная редакция музыкальных программ. Автор сценария: Валентин Тернявский; режиссёр: Л. Александренко; оператор: С. Журавлёв.
Продолжительность — 3 часа 10 минут (в ТВ-программе 3 часа), количество песен — 36. Оркестр — эстрадно-симфонический оркестр Центрального телевидения и Всесоюзного радио, дирижёр Юрий Силантьев (в последний раз).
Ведущие — дикторы ЦТ Татьяна Ромашина и Юрий Ковеленов. Соведущие: Валентина Толкунова, Лев Лещенко, Эдита Пьеха и Юрий Богатиков.
Было проведено 12 промежуточных выпусков в городах Красноярск, Минск, Ереван, Киев, а также на ЗИЛе и на Саяно-Шушенской ГЭС, получено более 30 тысяч писем телезрителей.
Гость фестиваля — Людмила Гурченко.
Прозвучали фрагменты песен прошлых лет: Валентина Толкунова — «Спят усталые игрушки» (Песня-73), Большой детской хор ЦТ и ВР п/у Виктора Попова — «Песня крокодила Гены» (Песня-72 и Песня-73), Лев Лещенко — «Начало» (Песня-79), Эдита Пьеха — «Надежда» (Песня-75), София Ротару — «Родина моя» (Песня-77).
Звучала музыка из «Марша весёлых ребят» (из кинофильма «Весёлые ребята», музыка Исаака Дунаевского, слова Василия Лебедева-Кумача). Гимн фестиваля, «Песня остаётся с человеком» (музыка Аркадий Островский, слова Сергей Островой) завершил концерт, пела Эдита Пьеха и все участники.
Избранные песни фестиваля на Discogs: Старинные часы (исполнительница Алла Пугачёва) и другие; их стиль был определён, как шлягер.

## Фон
История фестиваля была тесно связана с историей страны, и в нем отражались все перемены, происходившие в обществе. 1982 год это год 65-годовщины Октябрьской революции, а в СССР бум итальянской эстрады и единственный в СССР оркестр, который называют популярным — Виртуозы Москвы. Участники (но не победители) фестиваля в Сан-Ремо, дуэт Аль Бано и Рамины Пауэр с песней «Felicità», становятся фаворитами советской публики независимо от решений жюри, также любимцем становится Тото Кутуньо.
Весной 1982 года в СССР начинаются гонения на рок-музыку, используются привычные методы шельмования рок-музыкантов через газету, под удар попадает «Машина времени», но неожиданно для советских пропагандистов, вместо народной поддержки типа «в газетах врать не будут», газета «Комсомольская правда» получает мешки писем «Руки прочь от Машины!».
Софию Ротару утверждена единственной национальной суперзвездой советской эстрады, но она вечно вторая, поскольку абсолютный лидер Алла Пугачёва.
Происходит творческий прорыв, опережающий потребности отрасли, — советский клип возникает раньше советской рекламы в телепередаче «Весёлые ребята»; редактор Андрей Кнышев и режиссёр Виктор Крюков протаскивают на телеэкран полуопального Андрея Макаревича и группы «Аквариум» Бориса Гребенщикова, «Центр» Василия Шумова и «Браво» с Жанной Агузаровой.
Но впереди перестройка, и деятели эпохи застоя уже начали естественным образом вымирать (Косыгин в 1980, Суслов и Брежнев в 1982). Перестройка уничтожит идеологические запреты, а в советской эстрадной песне произойдёт  жанровое и стилевое замещение отечественных стандартов западными, но вплоть до 1987 «Песня года» останется заидеологизированной,  и в неё целенаправленно будут включаться песни гражданско-патриотической тематики. Так, в «Песне-82», Леонид Серебренников исполняет балладу-марш « Дон Кихоты» (О. Фельцман, Е. Долматовский), посвящённую знаменитым участникам гражданской войны в Испании (1936—1939) в качестве героев упоминаются  Эрнест Хемингуэй, Пабло Неруда, Мате Залка, Роман Кармен. 
За иностранных исполнителей в «Песне-82» отвечали представители Латвии, так Раймонд Паулс вывел на сцену фестиваля «Хор мальчиков специальной детской музыкальной школы имени Эмиля Дарзиня» с вальсом «Я свинопас, овцепас» (Es esmu cūkgans, aitu gans) (Р. Паулс, Л. Бриедис), которые спели под джазовый аккомпанемент Паулса.
Эдита Пьеха перешла от исключительно лирических песен к философским размышлениям о жизни («Баллада о старом рояле»; А. Морозов, Ю. Марцинкевич).
Итоги 1982 года (согласно «Звуковой дорожке») лучшая певица:
1. Алла Пугачёва. 2. София Ротару. 3. Гинтаре Яутакайте. 4. Эдита Пьеха. 5. Жанна Рождественская. 6. Ксения Георгиади. 7. Ирина Понаровская. 8. Жанна Бичевская. 9. Тамара Гверцители. 10-11 Лариса Долина, Анна Широченко.
Лучший певец
1. Юрий Антонов. 2. Валерий Леонтьев. 3. Яак Йоала. 4. Сергей Беликов. 5. Андрей Макаревич. 6. Михаил Боярский. 7. Тынис Мяги. 8. Александр Градский. 9. Вахтанг Кикабидзе. 10. Сергей Скачков.
Лучшая группа
1. «Машина времени». 2. «Земляне». 3. «Москва». 4. «Автограф». 5. «Круиз». 6. Группа Стаса Намина. 7. «Магнетик бэнд». 8. «Воскресение». 9. «Песняры». 10. «Динамик».
Лучшая песня
1. «Прости, Земля!» («Земляне»). 2. ? … 5. «Старинные часы» — Алла Пугачёва. 6. «Миллион алых роз» — Алла Пугачёва. 7. «Возвращение» и «Беда» — Алла Пугачёва.

## Популярные песни года, представленные на фестивале
- «Завіруха» (Эдуард Ханок — Геннадий Буравкин, исполнитель ВИА «Верасы»)[1][17].
- «Я не могу иначе» (Александра Пахмутова — Николай Добронравов, исполнительница Валентина Толкунова, засл. арт. РСФСР, лаур. прем. Лен. Комс)[1][17].
- «Старинные часы» (Раймонд Паулс — Илья Резник, исполнительница Алла Пугачёва, засл. арт. РСФСР, лаур. межд. к-сов)[1][18].
- «Учкудук» (Фарух Закиров — Абдурахим Пулат, пер. Юрий Энтин, исполнитель ВИА «Ялла», х/р засл. арт. Узб. ССР Фарух Закиров)[1].
- «Меланхолия» (София Ротару)[12][5][17].

Детская классика
- Детство — это я и ты» (Юрий Чичков — Михаил Пляцковский, исполнитель Большой детской хор ВР и ЦТ п/у Виктора Попова).

## Финалисты
В финальном концерте прозвучали следующие песни-лауреаты:
| №  | Название                                          | Автор музыки         | Автор текста                                     | Исполнитель | Примечание |
| -- | ------------------------------------------------- | -------------------- | ------------------------------------------------ | --- | --- |
| 1  | 1-е отделение: Детство — это я и ты               | Юрий Чичков          | Михаил Пляцковский                               | Большой детской хор ЦТ и ВР п/у Виктора Попова                                                                          | |
| 2  | Поезд юности                                      | Олег Иванов          | Лев Ошанин                                       | Ксения Георгиади | |
| 3  | Магнитка («Братья по горячим делам»)              | Александра Пахмутова | Николай Добронравов                              | Лев Лещенко | |
| 4  | Амурский вальс                                    | Серафим Туликов      | Михаил Пляцковский                               | ВИА «Самоцветы» | |
| 5  | Цветы России                                      | Евгений Птичкин      | Вениамин Бутенко                                 | Людмила Рюмина | |
| 6  | Пройдя сквозь годы (из к/ф «Не бойся, я с тобой») | Полад Бюль-бюль оглы | Алексей Дидуров                                  | Заур Тутов, засл. арт. Кабар-Балк. АССР                                                                                 | |
| 7  | Молдавские кодры (на молд. и рус. яз.)            | Евгений Дога         | Владимир Лазарев                                 | Надежда Чепрага, засл. арт Молд. ССР                                                                                    | |
| 8  | Осеннее золото                                    | Игорь Шамо           | Дмитро Луценко                                   | Юрий Богатиков, нар. арт. Укр. ССР                                                                                      | |
| 9  | Обида                                             | Юрий Саульский       | Леонид Завальнюк                                 | Татьяна Рузавина и Сергей Таюшев                                                                                        | |
| 10 | Колыбельная песня                                 | Альберт Пресленев    | Римма Казакова                                   | Лариса Курдюмова | |
| 11 | Я свинопас, овцепас                               | Раймонд Паулс        | Леонс Бриедис                                    | Хор мальчиков специальной детской муз. школы им. Эмиля Дарзиня (Рига) п/у зас. деят. иск-в Латв. ССР Яаниса Эренштрейта | |
| 12 | Вот здесь мой дом                                 | Алмаз Серкибаев      | Дуйсен Накипов                                   | Роза Рымбаева, зас. арт. Каз. ССР, лаур. межд. к-сов                                                                    | |
| 13 | Мотыли                                            | Игорь Лученок        | Геннадий Буравкин                                | Леонид Борткевич (бывш. уч. анс. «Песняры»)                                                                             | |
| 14 | Я не могу иначе                                   | Александра Пахмутова | Николай Добронравов                              | Валентина Толкунова | |
| 15 | Моя глубинка                                      | Ян Френкель          | Инна Гофф                                        | Иосиф Кобзон | |
| 16 | Вставайте                                         | Роберт Амирханян     | Христофор Закиян                                 | София Ротару | в сопровождении Эстрадно-симфонический оркестр ЦТ и ВР, анс. студия сов. песни, х/р засл. арт. Груз. ССР Вадим Судаков |
| 17 | Встреча друзей                                    | Евгений Мартынов     | Роберт Рождественский                            | Валерий Топорков, лаур. всес. телевиз. к-са «С песней по жизни»                                                         | |
| 18 | 2 отделение Где ты, где ты, отчий дом             | Александра Пахмутова | Сергей Есенин                                    | Людмила Зыкина, нар. арт. СССР, в сопр. Гос. респ. нар. анс. «Россия» п/у засл. арт. РСФСР Виктора Гридина              | |
| 19 | Дон Кихоты (из исп. цикла)                        | Оскар Фельцман       | Евгений Долматовский                             | Леонид Серебренников, засл. арт. Дагест. АССР                                                                           | |
| 20 | Нашей юности оркестр                              | Павел Аедоницкий     | Изяслав Романовский                              | Анна Широченко | |
| 21 | Четвёртая весна                                   | Алексей Семёнов      | Александр Вратарёв                               | Юрий Богатиков | |
| 22 | Баллада о старом рояле                            | Александр Морозов    | Юрий Марцинкевич                                 | Эдита Пьеха, нар. арт. РСФСР, партия фортепиано — Григорий Клеймиц                                                      | |
| 23 | Черемуха                                          | Эдуард Колмановский  | Инна Гофф                                        | ансамбль «Русская песня» п/у Надежды Бабкиной                                                                           | |
| 24 | Реченька                                          | Марк Фрадкин         | Анатолий Ковалёв                                 | Иосиф Кобзон | |
| 25 | Цветет сирень                                     | Алексей Экимян       | Михаил Рябинин                                   | Тамара Гвердцители, лаур. всес. и межд. к-сов                                                                           | |
| 26 | Старинные часы                                    | Раймонд Паулс        | Илья Резник                                      | Алла Пугачёва, засл. арт. РСФСР, лаур. межд. к-сов                                                                      | |
| 27 | Любовь моя                                        | Владимир Газарян     | Ободияв Шахмалов, русск. текст Николая Горохова) | ВИА «Верасы» | |
| 28 | Аревик                                            | Константин Орбелян   | Людвиг Дурян                                     | Георгий Минасян, засл. арт. Арм. ССР, Сюзанна Маркарян и Анжелика Тополян                                               | |
| 29 | Глаза любви                                       | Микаэл Таривердиев   | Евгений Евтушенко                                | Галина Беседина, партия гитары Владимир Соколов                                                                         | |
| 30 | Учкудук                                           | Фарух Закиров        | Абдурахим Пулат, пер. Юрий Энтин                 | ВИА «Ялла», х/р засл. арт. Узб. ССР Фарух Закиров                                                                       | |
| 31 | А любовь то лебедем                               | Алмаз Монасыпов      | Лира Абдуллина                                   | Валентина Толкунова | |
| 32 | Старые качели                                     | Владимир Шаинский    | Юлия Янтарь                                      | Лев Лещенко | |
| 33 | Меланколие (на молд. яз.)                         | Пётр Теодорович      | Грегоре Виеру                                    | София Ротару | |
| 34 | Московские окна (1960)                            | Тихон Хренников      | Михаил Матусовский                               | Людмила Гурченко, нар. арт. РСФСР, гость фестиваля                                                                      | |
| 35 | Дорогие мои москвичи (1947)                       | Исаак Дунаевский     | Владимир Масс, Михаил Червиский                  | Людмила Гурченко | |

## Популярные песни 1982 года, не представленные на фестивале
На финальный концерт не попали многие хиты, в том числе:
- «Разноцветные ярмарки» (Януш Лясковский — Борис Пургалин, исполнитель Валерий Леонтьев)[20].
- «В краю магнолий» (Александр Морозов — Юрий Марцинкевич, исполнитель «Ариэль»)[12].
- «Прогноз погоды» (Владимир Пресняков-ст., Юрий Маликов — Игорь Кохановский, исполнитель «Самоцветы»)[12].
- «Миллион алых роз» (Раймонд Паулс — Андрей Вознесенский, исполнительница Алла Пугачёва)[12], лауреат «Песни-83».
- «Под музыку Вивальди» (исполнители Сергей Никитин, Татьяна Никитина)[12].